# Pacific Automobile Company
Pacific Automobile Company war ein US-amerikanischer Hersteller von Automobilen.

## Unternehmensgeschichte
Das Unternehmen wurde 1900 gegründet. Der Sitz war an der South Main Street 331 in Los Angeles in Kalifornien. Acht Personen waren daran beteiligt. Arthur L. Hawes war Präsident und Lee Chamberlain Sekretär. Es gibt laut Henry Chamberlain Hinweise darauf, dass das Unternehmen vorher als Pacific Automobile Stables firmierte und als Autohaus und Reparaturwerkstatt tätig war. Das Unternehmen hatte große Pläne für die Produktion von Automobilen. Der Markenname lautete Pacific. 1901 endete die Produktion. Insgesamt entstanden mindestens zwei Fahrzeuge.
Es gab keine Verbindung zur Pacific Motor Vehicle Company und zur Portland Cyclecar Company, die den gleichen Markennamen verwendeten.

## Fahrzeuge
Geplant waren Elektroautos. Sie sollten als Runabout, Stanhope und viersitziger Brake karosseriert werden. Runabouts sind tatsächlich entstanden. Es ist nicht gesichert überliefert, ob es Elektroautos waren.